# Црква Успења Пресвете Богородице у Црнољевици
Црква Успења Пресвете Богородице у Црнољевици  изграђена је 1926.  године.на месту где је некада био стара црква из 15.века. Приликом изградње нове цркве предњи део, припрата и наоса, је порушен и изграђен нови, а од првобитне цркве остао је само олтарски простор који се завршава малом полукружном апсидом. Старији део цркве који је много нижи грађен је од камена и сиге, а препокривена ћерамидом на две воде.

## Положај
Црква Успења Пресвете Богородице смештен је у средишњем делу села Црнољевица, на темељима старог објекта, од кога је сачуван само задњи нижи део са апсидом. Према попису из 2002. црква опслужује 219 становника (док је према попису из 1991. опслуживала 330 становника).
Географски положај:
- 43°23’12.9″ N
- 22°11’30.1″ E
- 420 m надморске висине.

## Историја
Историјски извори указују на дубоку старост цркве. Према попису сакралних објеката нишке епархије из 1899. године, храм у Црнољевици Успење Пресвете Богородице зидан је за време владавине Немањића. То се поклапа и са подаци из 15. века, о селу Црнољевица  које се први пут помиње у турском збирном попису Видинског санџака из 1466. године. У том најстаријем сачуваном попису сврљишког краја записано је, под нешто измењеним називом...
...село Црнилевце, које спада под Сврљиг, породица 25, неожењених 5. Село је улазило у састав тимара Јакуба, сина Бахшије.